# Сергий (Ларин)
Архиепископ Сергий (в миру Сергей Иванович Ларин; 11 (24) марта 1908, Санкт-Петербург — 12 сентября 1967, Мамонтовка, Московская область) — епископ Русской православной церкви, архиепископ Ярославский и Ростовский.

## Биография
Родился 11 (24) марта 1908 года в Санкт-Петербурге, в семье рабочего типографии Государственного банка. С 1915 года обучался в 5-й Петроградской гимназии, которую окончил в 1925 году. На тот момент она именовалась 37-й Советской школой II-й ступени.

### В обновленчестве
В 1923 году присоединился к обновленческому расколу. С 1923 года прислуживал в обновленческих храмах Петрограда. Был иподиаконом и дьяком Казанского собора в Ленинграде. Женился в 1927 году, но вскоре развёлся. Согласно его официальной биографии, он в 1926 году рукоположён в сан диакона, а в 1930 году во иерея. В том же году окончил обновленческий Ленинградский высший богословский институт. Прослушал курс лекций в Историческом лектории при историко-филологическом факультете Ленинградского университета.
В 1933 году, после развода с женой, пострижен в монашество и принят в число братии Тихвинского монастыря, бывший в то время под юрисдикцией обновленцев. Член и секретарь обновленческого Тихвинского викариального управления. В том же 1933 году (25 декабря) был арестован по обвинению в преступлениях против советской власти (статьи 58 пункты 10 и 11 Уголовного кодекса РСФСР) и получил условное наказание — три года заключения в концлагерь. По этому обвинению реабилитирован 31 мая 1989.
С 1934 года — настоятель единоверческой Петропавловской церкви в селе Халтурино (бывшее Петропавловское) на Волховстрое Ленинградской области (обновленческой юрисдикции). В 1935 году служил в Пантелеймоновском храме в Ленинграде, тогда же вновь арестован за дачу взятки и приговорён к трём годам тюрьмы. Досрочно освобождён.
В 1937 году перемещён в Москву в церковь Пимена Великого в Новых Воротниках. В конце 1938 года возведён в сан архимандрита и назначен настоятелем храма Воскресения Христова в Сокольниках в Москве и благочинным обновленческих храмов столицы.
У автора А. И. Кузнецова факты биографии за этот период изложены несколько иначе. Кузнецов отрицает факт обучения в Богословском институте, а также факт пострига в монашество. По его данным, Ларин в конце 1920-х годов поступил на службу на завод № 406 города Ленинграда на должность ответственного исполнителя по снабжению. На этой должности он и был осуждён народным судом Петроградского района 15 января 1936 года по ст. 118 Уголовного кодекса (получение взятки в деле о поставках паркета) к трём годам лишения свободы. После освобождения из Дмитровского лагеря в 1939 году он работал в той же должности в Институте зерна.
Михаил Шкаровский так излагает обстоятельства первой обновленческой хиротонии владыки Сергия, заимствуя эти данные у Анатолия Краснова-Левитина:
В октябрьские дни (1941 года) тяжелейших боёв под Москвой, когда не исключалась сдача столицы, Александр Введенский (обновленческий первоиерарх) был вызван в отдел эвакуации Московского городского совета, и там генерал безопасности сообщил, что митрополита Александра с семьёй и митрополита Виталия (Введенского) в ближайшее время эвакуируют в Оренбург. «Там, в глубоком тылу, вам будет удобнее управлять церковью», — вежливо заключил разговор генерал. Все возражения Введенского были отвергнуты. На указания полной невозможности оставить Москву без обновленческого архиерея генерал предложил рукоположить молодого архимандрита, служившего настоятелем Воскресенского собора в Сокольниках Сергея (Ларина).
11 октября 1941 года в Воскресенском соборе в Сокольниках наречён и хиротонисан во епископа Звенигородского, второго викария Московской обновленческой епархии. Наречение и хиротонию совершили Александр Введенский и Виталий (Введенский) без служения литургии в условиях крайней спешки, так как в тот же день они должны были эвакуироваться в Ульяновск. «Виталий, однако, опоздал к началу. А. И. Введенский начал чин наречения один. Он рассеянно слушал цветистую речь рукополагаемого, когда с трамвайной остановки прибежал запыхавшийся Виталий и занял свое место рядом с А. И. Введенским. Сразу же после наречения архиереи облачились в ризы и, став у Престола, возложили руки на посвящаемого — небольшой хор пропел „Аксиос“. Хиротония совершилась».
На момент своей обновленческой епископской хиротонии Ларин уже несколько лет был связан сотрудничеством с органами госбезопасности, которые и дали указание Введенскому возвести его во епископа. 12 октября было создано Московское епархиальное управление, в состав которого вошёл епископ Сергий.
Анатолий Краснов-Левитин отмечал: «человек страстный, темпераментный и честолюбивый, епископ Сергий был единственным из обновленческих архиереев, который противопоставлял себя А. И. Введенскому и имел своё суждение. Епископ Сергий был самым талантливым после А. И. Введенского архиереем: хороший оратор, человек, не лишённый литературных способностей, пытливый, острый ум — он мог бы стать выдающейся фигурой в истории Русской Церкви. Но, к сожалению, недостаточная разборчивость в средствах, связь с некоторыми одиозными органами власти, скомпрометировали честолюбивого, хотя, несомненно, искренно верующего владыку в глазах духовенства и мирян». С 8 мая 1942 года исполнял обязанности председателя Московского епархиального управления, затем управляющий Московской епархией. О дальнейшей судьбе епископа Сергея есть сведения у протоиерея Владислава Цыпина:
Нормализация отношений между Православной Церковью и государственной властью привела к тому, что обновленческие приходы начали стремительно таять. К середине войны полный крах обновленчества стал очевидным. <…> Лжеепископ Звенигородский Сергий (Ларин) в 1943 году вступает в конфиденциальные переговоры с Киевским митрополитом Николаем об условиях, на которых могут быть воссоединены обновленцы. Сергий готов был пожертвовать Александром (Введенским), чтобы обновленческие священнослужители воссоединялись в сущем сане, хотя и с пожизненным запрещением женатых епископов. Когда о переговорах этих стало известно самозванному Первоиерарху, он перевёл Сергия Ларина из Москвы в Ташкент. Переговоры заглохли.
В дни Великой Отечественной войны никто не может быть равнодушным к судьбам Родины. Я внёс из личных сбережений 100.000 рублей на строительство самолётов, а Троицкая церковь Пятницкого кладбища и церковь Калитниковского кладбища внесли по 50.000 рублей каждая на нужды Красной Армии.
Да благословит и укрепит Господь Вас и Красную Армию на блистательные победы над врагом Отечества.
СЕРГИЙ, епископ Звенигородский, Управляющий Московской епархией.
Благодарю Вас, Сергей Иванович, и духовенство Троицкой и Калитниковской церквей за заботу о вооружённых силах Красной Армии. Примите мой привет и благодарность Красной Армии.
И. СТАЛИН
Известия. — 21.03.1943.
5 мая 1943 года назначен обновленческим епископом Ташкентским и Самаркандским. К 7 ноября 1943 года вместе с обновленческим архиепископом Алма-Атинским и Казахстанским Анатолием (Синицыным) направил приветственную телеграмму И. В. Сталину. На Ташкентской кафедре епископ Сергий не оставил своего мнения о воссоединении с Русской православной церковью. 10 декабря 1943 года бросил свою епархию и выехал в Москву.

### В Московском патриархате
27 декабря 1943 года обновленческий епископ Ташкентский Сергей (Ларин) был присоединён к Русской православной церкви в звании монаха и тут же заново рукоположён во иеродиакона и иеромонаха. Патриарх Сергий планировал отправить его в Ставрополь. Однако выезд далеко от Москвы под начало строгого к обновленцам архиепископа Антония (Романовского) не устраивал ни самого Ларина, ни власти. 11 января 1944 года во время беседы патриарха Сергия и главы Совета по делам Русской православной церкви Георгия Карпова последний заявил, что, «если патриархия будет считать возможным восстановление Ларина в сане епископа, со стороны Совета возражений не будет».
В январе 1944 года «ради послушания» иеромонах Сергий был направлен в командировку в Молотовскую епархию для оказания помощи в организации епархиальных пастырско-богословских курсов. Однако епископ Молотовский Александр (Толстопятов), много пострадавший от обновленцев в 1930-е годы, крайне неприязненно относился к бывшим обновленческим «архиереям» и считал едва ли не духовной диверсией принятие их в Русскую православную церковь. Отношения епископа Александра с иеромонахом Сергием (Лариным), которого сам епископ в Молотов не приглашал, сразу же не сложились. Так, иеромонах Сергий проигнорировал требование епископа Александр не рассказывать о своём пребывании в обновленчестве. Поведение иеромонаха Сергия (Ларина) свидетельствовало о его архиерейских амбициях и недовольстве скромным саном иеромонаха. На первой же архиерейской службе иеромонах Сергий демонстративно встал у святого престола справа от епископа, оттеснив схиигумена Кукшу (Величко). Также иеромонах Сергий выдавал себя за выпускника Петроградского высшего богословского института, функционировавшего под управлением протоиерея Николая Чукова, хотя в действительности получил богословское образование в обновленчестве. Обман быстро раскрылся, так как епископ Александр (Толстопятов) сам окончил этот богословский институт и хорошо знал большинство его выпускников. В феврале 1944 года епископ Александр решил избавиться от находящегося в Молотове бывшего обновленческого иерарха. Иеромонах Сергий (Ларин) был временно направлен епископом на приход в город Лысьву, где из-за его поведения вскоре возникли серьёзные нестроения. Окончательно рассорившись с епископом Александром, в конце февраля 1944 года иеромонах Сергий (Ларин) уехал в Москву. Как писал епископ Александр патриарху Сергию: «Он уехал в Москву недовольный и Молотовым, и Лысьвой, и покинул наш богоспасаемый город, заявив уполномоченному СНК, что едет в столицу, где будет преподавать в Богословском Институте».
В марте 1944 года назначен третьим священником Ильинской церкви города Загорска Московской области.
14 августа 1944 года в храме бывшего Михайловского монастыря в Киеве после окончания вечерни было совершено наречение иеромонаха Сергия во епископа Кировоградского, викария Одесской епархии. На следующий день, 15 августа, во Владимирском соборе Киева была осуществлена его хиротония. Чин хиротонии совершали митрополит Киевский Иоанн (Соколов), архиепископ Днепропетровский Андрей (Комаров) и епископ Житомирский Антоний (Кротевич). После своего поставления во епископа Кировоградского выполнял и обязанности по управлению Одесской епархии.
В 1944 году по настоянию Георгия Карпова Сергий (Ларин) был включён в составленный митрополитом Николаем (Ярушевичем) список священнослужителей, представленных к медали «За оборону Москвы», в том же году награждён этой медалью.
В апреле 1945 года командирован во главе делегации Московской патриархии в Демократическую Федеративную Югославию. 13 апреля в Белграде он принял в общение с Русской патриаршей церковью русское эмигрантское духовенство (пять священников и диакон) во главе с благочинным протоиереем Иоанном Сокалем.
15 июля 1945 года с невиданным в других городах СССР торжеством открыл в Одессе пастырско-богословские курсы, преобразованные через год в семинарию.
В 1946 году он уже именовался правящим епископом Одесским и Кировоградским, в том же году стал епископом Херсонским и Одесским. Из Владимирской епархии в Одессу под омофор епископа Сергия в августе 1946 года перешёл иеромонах Пимен (Извеков) (в 1947 году, при переводе епископа в Ростов-на-Дону, последовал за ним).
В феврале 1946 года вторично командирован в Югославию по вопросам Православной церкви в Чехословакии, которая передавалась в юрисдикцию Московской патриархии. В ноябре 1946 года встречал в городе Яссы (Румыния) и сопровождал патриарха Румынского Никодима в Москву и обратно в Яссы.
Распоряжением патриарха Алексия 3 апреля 1946 года было признано воссоединение Японской православной церкви с Московским патриархатом, и для урегулирования юридической стороны дела в Японию как полномочные представители патриархата были посланы епископы Сергий (Ларин) и Борис (Вик). Однако они не смогли проехать дальше Владивостока, так как американские власти не выдали им виз на въезд в страну (в 1961 году архиепископ Сергий выполнил задание и побывал в Японии в связи с празднованием 100-летия прибытия в страну русского миссионера Николая (Касаткина), будущего архиепископа Японского).
30 октября 1947 года епископ Сергий был переведён на Ростовскую и Таганрогскую кафедру. 24 февраля 1948 года титул изменён на «Ростовский и Новочеркасский». Ростовский уполномоченный Совета по делам Русской православной церкви Г. Амарантов 24 февраля 1949 года так характеризовал Сергия (Ларина):

У епископа Сергия есть стремление расширить и укрепить положение Церкви и её служителей. Фанатизм и кликушество не любит. К так называемому «обновлению» икон подходит выдержанно и умело. Вопросы, иногда мелочные, любит ставить, в большинстве своём, в письменном виде. … К посвящению новых священников очень осторожен, но не разборчив к приёму священников из других епархий. Не любит малограмотных и неряшливых служителей культа. По характеру епископ Сергий горд и самолюбив, владеть собой умеет и держит себя с «достоинством» епископа, стараясь показать, что о нём хорошего мнения не только Патриарх, но и Совет по делам Русской Православной Церкви. При разговорах показывает себя интересующимся проводимой политикой Советской власти и поддерживающим её правильность и необходимость проведения.
С 8 по 18 июля 1948 года был участником церковных торжеств в Москве по случаю 500-летия автокефалии Русской православной церкви и соучаствовал в совещаниях патриархов и представителей автокефальных Православных церквей по предложенным Московской патриархией вопросам: а) Ватикан и Православная церковь; б) Экуменическое движение и Православная церковь; в) об англиканской церковной иерархии; г) о церковном календаре.
13 декабря 1949 года освобождён от управления Ростовской епархией и назначен временно управляющим Житомирской епархией Украинского экзархата «на время болезни Преосвященного Житомирского Александра … под непосредственным руководством Преосвященного Экзарха Украины». В конце декабря 1949 года утверждён епископом Житомирским и Овручским. 17 марта 1950 года назначен на Гродненскую и Брестскую кафедру.
С 1 февраля 1951 года почислен на покой по собственной просьбе, но уже 1 апреля 1952 года направлен на Тульскую и Белёвскую кафедре, ставшую вакантной после ареста 3 декабря 1951 архиепископа Антония (Марценко). Секретаря и иподиакона владыки Антония семинариста Николая Кутепова (будущего митрополита Нижегородского Николая) фактически изгнал из Тулы «ввиду нецелесообразности его дальнейшего пребывания в составе работников Тульской епархии».
С 9 февраля 1954 года — епископ Астраханский и Сталинградский. Обосновывая необходимость перевода, патриарх Алексий I в письме от 1—2 февраля 1954 года сообщал Карпову: «его часто видят в Москве, и даже с дамой… а ко мне он не является. Он и а[рхиепископ] Алексий Калининский — видимо, частые гости в Москве; но последний имеет некоторое оправдание: у него здесь мать престарелая и медленно умирающая, а у Сергия нет приемлемых данных для путешествия в Москву очень часто»
.
С 16 по 19 мая 1958 года в Сталинград прибывали делегации Албанской и Чехословацкой православных церквей во главе с их предстоятелями митрополитами Паисием и Иоанном. Целью их визита было осмотреть поля сражений Сталинграда и поклониться могилам защитников города. В ходе визита был осуществлено совместное архиерейское служение в Казанском кафедральном соборе Сталинграда, был осмотрен храм в честь великомученика Никиты в Старой Отраде (южная часть Сталинграда), а также место ожесточённых боёв на Мамаевом кургане и легендарный дом Павлова. От имени астраханского и сталинградского духовенства владыка Сергий вручил гостям иконы: митрополиту Паисию — икону Спасителя, епископу Гирокастрскому Дамиану — Казанскую икону Божией Матери, а митрополиту Иоанну — икону Божией Матери «Одигитрию».
В этом же году 25 октября в Астрахани состоялось празднование, посвящённое 400-летию основания этого города, которое сопровождалось не только светскими торжествами, но и торжествами церковными, организованными епископом Сергием. Это было большое празднество, и оно стало последним накануне хрущёвских гонений на церковь.
7 июня 1959 года газета «Сталинградская правда» опубликовала статью бывшего благочинного III Сталинградского округа настоятеля Михайловского молитвенного дома священника Николая Спасского «Почему я отрекся от церкви». 27 июля 1959 года ряд центральных газет опубликовал статью того же автора «Не хочу обманывать. Открытое письмо архиепископу Астраханскому и Сталинградскому Сергию», где была описана финансовая и личная нечистоплотность владыки Сергия и ряда священнослужителей Астраханской епархии, а также спекулятивные операции с продажей свечей, просфор, требоисполнением. Вслед за этими публикациями появилась масса других: келейник архиепископа Сергия В. Пахомов (бывший инок Валент) поделился откровениями в статье «Хочу света радости», бывший делопроизводитель епархиального управления С. Обухова в сталинградской областной газете «Волга» разместила статью «Прав ли Спасский? Да, прав!» и т. д. В этих статьях «прозревшие» обвинили епископа в алчности и аморальном поведении, священнослужителей и верующих в мракобесии и непонимании идей коммунизма как общества прогрессивного, опирающегося на последние достижения науки. Архиепископ Сергий расценил публикации как целенаправленные действия властей, желающих его устранения с кафедры.
Постановлением Священного синода перемещён на Омскую и Тюменскую кафедру. 30 марта 1961 года получил степень кандидата богословия за работу об обновленческом расколе, рекомендованную к повторной защите в качестве магнистерской диссертации (опубликована в в 1964 году в «Вестнике Русского Западно-Европейского Патриаршего Экзархата»).
3 апреля 1961 года перемещён на Пермскую и Соликамскую кафедру с возведением в сан архиепископа. В июле 1961 года возглавлял делегацию Московского Патриархата на Всемирной конференции представителей всех религий и Церквей в защиту мира в Токио. Входил в состав делегации Московской патриархии на III Генеральную ассамблею Всемирного совета церквей в Нью-Дели (18 ноября — 6 декабря 1961 года), на которой РПЦ была принята в эту организацию.
10 октября 1962 года назначен архиепископом Берлинским и Среднеевропейским, экзархом в Средней Европы.
13 октября 1962 года получил степень магистра богословия за работу «Обновленческий раскол». Анатолий Краснов-Левитин так описывал его диссертацию: «Работа, изобилующая многими до того неизвестными материалами. Однако концепция автора не заслуживает серьёзной критики: согласно концепции Ларина, патриарх Тихон и его окружение были „советскими людьми“, а обновленчество являлось провокацией карьеристов с целью поссорить патриарха Тихона с советской властью. Все обновленческие деятели были морально нечистоплотными людьми, за исключением одного человека — автора диссертации, который примкнул к ним из „благородной доверчивости“».
11 мая 1963 года награждён правом ношения бриллиантового креста на клобуке.
Весной 1964 года встретился с Василием (Кривошеиным), который вспоминал об этом так:
Он был человек с крупными коммунистическими связями, но, тем не менее, независимый и осведомлённый. Я был тогда в Париже, виделся с ним, но мы с ним разговорились только в аэропорту Бурже <…> Владыка Сергий с большой откровенностью стал рассказывать о происходящем в России, как за последние годы усилились гонения на Церковь, массовом закрытии храмов, насилиях, арестах и т. д. «Кто же главный виновник этих гонений?» — спросил я. «Хрущёв, — категорически ответил архиепископ Сергий. — Это всецело его дело». И тут же он самым резким образом начал критиковать Хрущёва не только за его антицерковную политику, но и за всё его управление. Затем он продолжил: «Я знаю благодаря моим связям, что против него всеобщее недовольство и даже в высших сферах. Так долго продолжаться не может. Должна быть перемена». Помню, как я был поражён смелостью, с которой «советский» архиерей высказывается о главе советского правительства, это был единственный случай такого рода, с которым мне пришлось вообще сталкиваться. А впоследствии я поражался. Как он предсказал падение самого Хрущёва за шесть месяцев до того, как оно случилось. Но наиболее ценным для меня было его указание на Хрущёва, как на главного виновника гонения на Церковь. Мы тогда хорошо видели, что происходит нечто ужасное, настоящее уничтожение остатков выжившей в Советском режиме Церкви, но какова роль самого Хрущёва, было нам тогда не ясно. Во многом мешала его репутация, как антисталинца и либерала «оттепели», а тут владыка Сергий сказал всё прямо и без обиняков. Спасибо ему!
С 20 мая 1964 года — архиепископ Ярославский и Ростовский. С 25 мая до 15 июня 1965 года временно управлял Вологодской епархией.
Умер 12 сентября 1967 года на своей подмосковной даче в посёлке Мамонтовка (ныне в черте города Пушкино) от инфаркта миокарда. Чин погребения состоялся в храме во имя святителя Николая Чудотворца в городе Пушкино Московской области. Похоронен на кладбище посёлка Клязьма.